# Samira Efendi
Samira Azer gizi Efendijeva (azerbajdžansko Samirə Azər qızı Əfəndiyeva), znana kot Samira Efendi ali Efendi, azerbajdžanska pevka * 17. april 1991.

## Kariera
Leta 2014 je sodelovala na azerbajdžanskem nacionalnem izboru za Pesem Evrovizije 2014, a je izpadla v tretjem delu tekmovanja. Leta 2017 je bila azerbajdžanska predstavnica na mednarodnem pevskem tekmovanju Silk Way Star, ki je potekalo v Almatiju v Kazahstanu, kjer je končala na tretjem mestu. Efendi je ponovno zastopala Azerbajdžan na festivalu Voice of Nur-Sultan, ki je potekal v Nur-Sultanu v Kazahstanu leta 2019.
Dne 28. februarja 2020 je azerbajdžanska televizijska hiša İTV objavila, da je bila Efendi interno izbrana za predstavnico Azerbajdžana na tekmovanju za Pesem Evrovizije 2020 s pesmijo »Cleopatra«, ki bi potekalo v Rotterdamu na Nizozemskem. Vendar je bilo tekmovanje 18. marca 2020 odpovedano zaradi pandemije COVID-19. Namesto tega je zastopala Azerbajdžan na Pesmi Evrovizije 2021 s pesmijo »Mata Hari«. Efendi je nastopila v prvem polfinalu in se je uvrstila v finale, kjer je med 26 državami zasedla 20. mesto s 65 točkami.
Med nastopom na tekmovanju za pesem Evrovizije je pridobila javnost, potem ko je norveški predstavnik Tix pokazal opazno zaljubljenost v Efendi. Samira je o razmerju dejala: »Če sem iskrena, sprva nisem mislila resno glede pozornosti norveškega predstavnika Tixa. Nisem razumela, kaj se dogaja. Na Evrovizijo sem šla zmagati, ne pa nekoga spoznati«.

## Zasebno življenje
Efendi se že vrsto let ukvarja s plesom ob drogu. V prostem času vodi svoj butik s slaščicami Efendi Sweet. Prek spletne trgovine na Instagramu prodaja različne slaščice.

## Diskografija

### Pesmi
| Naslov                                                                             | Leto | Najvišja uvrstitev na lestvicah | Najvišja uvrstitev na lestvicah | Najvišja uvrstitev na lestvicah | Najvišja uvrstitev na lestvicah | Album |
| Naslov                                                                             | Leto | NLD                             | NOR                             | SWE                             | UK                              | Album |
| ---------------------------------------------------------------------------------- | ---- | ------------------------------- | ------------------------------- | ------------------------------- | ------------------------------- | ----- |
| »Yarımın yarı«                                                                     | 2019 | —                               | —                               | —                               | —                               |       |
| »Sən gələndə«                                                                      | 2019 | —                               | —                               | —                               | —                               |       |
| »Yol ayrıcı«                                                                       | 2019 | —                               | —                               | —                               | —                               |       |
| »Cleopatra«                                                                        | 2020 | —                               | —                               | —                               | —                               |       |
| »Mata Hari«                                                                        | 2021 | 44                              | 21                              | 47                              | 64                              |       |
| »Damlalar«                                                                         | 2021 | —                               | —                               | —                               | —                               |       |
| »Being a Woman«                                                                    | 2022 | —                               | —                               | —                               | —                               |       |
| »Efendi« (skupaj z MadTeen)                                                        | 2022 | —                               | —                               | —                               | —                               |       |
| »Doğma diyarım«                                                                    | 2023 | —                               | —                               | —                               | —                               |       |
| »—« označuje singel, ki se ni uvrstil na lestvico ali ni bil izdan na tem ozemlju. |      |                                 |                                 |                                 |                                 |       |